# Piotr Jan Czapski
Piotr Jan Czapski herbu Leliwa (ur. 3 czerwca 1685, zm. w listopadzie 1736) – wojewoda pomorski w latach 1726–1737, kasztelan chełmiński w latach 1717–1726, starosta radzyński, skarszewski i sobowidzki, starosta knyszyński.
Syn Sebastiana i Magdaleny Wilczyńskiej. Z drugiego małżeństwa zawartego ok. 1710 roku z Konstancją Gnińską miał czterech synów: Tomasza (1711–1784); Pawła Tadeusza (1721–1783), generała majora wojsk polskich; Antoniego, komornika krakowskiego; Jana, starostę sobowidzkiego, oraz dwie córki: Ewę Rozalię, wydaną za Adama Tadeusza Chodkiewicza, i Magdalenę, wydaną za mąż za Hieronima Floriana Radziwiłła.
Był członkiem konfederacji generalnej zawiązanej 27 kwietnia 1733 roku na sejmie konwokacyjnym.
3 sierpnia 1732 roku został odznaczony Orderem Orła Białego.